# Topčidersko brdo
Topčidersko brdo (en serbe cyrillique : Топчидерско брдо) est un quartier et une ancienne municipalité de Belgrade, la capitale de la Serbie. Le quartier est situé dans la municipalité de Savski venac. En 2002, la communauté locale de Topčidersko brdo-Senjak comptait 7 249 habitants.

## Localisation
Le quartier de Topčidersko Brdo, la « colline de Topčider », est situé à 4 km au sud-est du centre-ville de Belgrade, auquel il est directement relié par la rue Kneza Miloša. L'artère principale du quartier est le bulevar Vojvode Putnika (Boulevard Radomir Putnik), sur lequel se trouve le rond-point de Topčiderska zvezda (« l'étoile de Topčider »). Sur la pente occidentale de la colline, qui se termine de manière abrupte au-dessus de la Save, se trouve le quartier de Senjak ; à l'est du boulevard Radomir Putnik se trouve le quartier de Dedinje. La pente septentrionale de la colline aboutit à la vallée du Mokroluški potok, un ruisseau qui s'écoule aujourd'hui de manière souterraine ; elle était autrefois occupée par le quartier de Jatagan mala, un bidonville habité par des Roms, aujourd'hui démoli pour abriter le nouvel échangeur de Mostar la nouvelle gare de Belgrade Centre. Hajd park, ainsi nommé en référence au parc de Hyde Park à Londres, est également situé sur la pente septentrionale de la colline. Au sud, le quartier s'étend jusqu'à la vallée de la Topčiderska reka et jusqu'au parc de Topčider proprement dit. La colline constitue une zone boisée, créée en 1926 dans le cadre d'un projet d'extension de la forêt de Topčider.

## Histoire
La municipalité de Topčidersko brdo a été créée après la Seconde Guerre mondiale ; elle comprenait les quartiers de Senjak et de Dedinje. En 1957, elle a fusionné avec celle de Zapadni Vračar pour créer la municipalité de Savski venac.